# Carlo Cabigiosu
Carlo Cabigiosu (* 22. Juni 1939 in Bruneck, Südtirol) ist ein ehemaliger General des italienischen Heeres. Von Oktober 2000 bis April 2001 führte er die KFOR-Friedenstruppe im Kosovo.

## Militärische Laufbahn
Cabigiosu trat 1959 als Offiziersanwärter in das italienische Heer ein. Nach dem Besuch der Militärakademie in Modena und Turin diente er als Zugführer und ab 1967 als Kompaniechef bei den Alpini. 1970 kehrte er als Ausbilder und Hörsaalleiter an die Militärakademie nach Modena zurück. Von 1972 bis 1975 absolvierte er Generalstabslehrgänge an den Führungsakademien des Heeres und der Streitkräfte in Rom. 1976 war er im Stab der Alpini-Brigade Julia in Udine tätig. 1978 begann er einen Generalstabslehrgang am Staff College im britischen Camberley. Nach dessen Abschluss diente er beim Heeresgeneralstab in Rom. Von 1981 bis 1983 kommandierte er das Alpinibataillon Susa, das damals Teil der „NATO Allied Mobile Force - Land“ (AMF-L) war. Danach arbeitete er mit einer kurzen Unterbrechung weitere vier Jahre beim Heeresgeneralstab.
Von 1987 bis 1990 war Cabigiosu an der italienischen Botschaft in Bonn Militärattaché. Nach einer kurzen Zeit an der Spitze der Alpini-Brigade Taurinense in Turin wurde er 1991 Chef der Operationsabteilung (G3) des Heeresgeneralstabs und anschließend stellvertretender Büroleiter des Verteidigungsministers.
Von 1995 bis 1997 war er stellvertretender Befehlshaber des Allied Rapid Reaction Corps im JHQ bei Rheindahlen, Deutschland. In dieser Funktion nahm er 1996 auch an der Operation „Joint Endeavour“ in Sarajevo teil. Nach einer kurzen Zeit als Kommandeur eines Territorialkommandos wurde er 1999 Chef des Stabes des NATO-Kommandos AFSOUTH in Neapel. Von Oktober 2000 bis April 2001 befehligte er als Generalleutnant die KFOR-Truppe im Kosovo. Danach übernahm er bis Juni 2002 noch die Leitung des Einsatzführungskommandos der Streitkräfte in Rom.